# Североамериканский план нумерации
Североамериканский план нумерации (англ. North American Numbering Plan, NANP) — совместный телефонный план нумерации 24 стран и территорий: США (включая островные территории), Канады, Бермуд и 16 карибских государств. Имеет международный телефонный код 1.
NANP состоит из зон нумерации (англ. numbering plan areas, NPA), каждая из которых имеет трёхзначный зоновый код и содержит семизначные телефонные номера.

## Настоящее время
Разработанный в 1947 и внедрённый AT&T в 1951 году Североамериканский план нумерации был призван упростить звонки между городами. Изначально NANP действовал только в США и Канаде, но затем по просьбе британского Колониального офиса в него были включены Бермуды и Британская Вест-Индия (включая Тринидад и Тобаго), чьи телекоммуникации по историческим причинам регулировались Канадой.
Хотя план и называется североамериканским, не вся Северная Америка входит в него. Собственные планы нумерации имеют Мексика, страны Центральной Америки и часть карибских стран (Куба, Гаити, а также Французские и Голландские Карибы). Единственное испаноговорящее государство, включенное в план, — это Доминиканская Республика (впрочем, по-испански говорят ещё в Пуэрто-Рико). Участие Мексики предполагалось, но после внедрения двух зоновых кодов (Мехико и северо-запад Мексики) было приостановлено; в 1991 году Мексика вышла из Североамериканского плана нумерации.
Североамериканский план нумерации управляется Администрацией Североамериканского плана нумерации (NANPA).

## Формат номеров
Действующий формат номеров NANP выглядит следующим образом:
- +1-NPA-NXX-xxxx

| Компонент | Название             | Диапазоны значений                                                             | Примечания |
| --------- | -------------------- | ------------------------------------------------------------------------------ | --- |
| +1        | код страны           |                                                                                | «1» также служит префиксом при междугородных звонках между номерами NANP. В пределах NANP номера обычно записываются без начального «+» |
| NPA       | зоновый код          | допустимые значения: [2-9] для первой цифры, [0-9] - для второй и третьей цифр | Охватывает Канаду, США, части Карибского моря и некоторые острова Атлантического и Тихого океанов. Зоновый код часто записывается в скобках |
| NXX       | код телефонного узла | допустимые значения: [2-9] для первой цифры, [0-9] - для второй и третьей      | Часто считается просто частью абонентского номера. Трёхзначный код телефонного узла назначается конкретному телефонному узлу, обслуживающему абонентов, но может быть физически разнесён посредством переадресации либо принадлежать мобильному оператору или другим службам |
| xxxx      | абонентский номер    | [0-9] для каждой из цифр                                                       | Уникальный 4-значный номер абонента в пределах телефонного узла |

Примеры:
- (234) 235 5678 правильно
- (123) 234 5678 неправильно, так как NPA не может начинаться с «1»

Каждый трёхзначный зоновый код может содержать до 7 919 900 уникальных телефонных номеров:
- NXX может начинаться с цифр [2-9], что даёт 8 миллионов номеров: (8×100×10000).
- Однако последние две цифры NXX не могут быть обе равны 1, во избежание путаницы с кодами N11 (−80 000).
- Несмотря на широкое распространение выдуманных телефонных номеров на 555, сегодня лишь номера с 555-0100 по 555-0199 зарезервированы под выдуманные телефоны, а оставшиеся номера на 555 высвобождены для нормального использования (−100).
- Ряд других префиксов NXX обычно не используется: местный зоновый код или коды, а также потенциальные будущие местные коды, тестовые технические коды (обычно 958 и 959) и особые служебные коды (например, 950 и 976).

## Правила набора
Правила набора могут различаться в зависимости от того, действует ли в регионе наложение кодов (несколько кодов в одном регионе) и требуется ли по местному закону предупреждение о платном звонке (1 в начале для платных звонков). На сайте NANPA есть сведения о правилах набора во всех регионах.
Обычно действуют следующие правила набора:
|                                                   | Местный внутри кода | Местный вне кода | Платный внутри кода | Платный вне кода |
| ------------------------------------------------- | ------------------- | ---------------- | ------------------- | ---------------- |
| Регион с одним кодом, требуется предупреждение    | 7D                  | 7D или 10D       | 1+10D               | 1+10D            |
| Регион с одним кодом, не требуется предупреждения | 7D                  | 1+10D            | 7D или 1+10D        | 1+10D            |
| Регион с наложением, требуется предупреждение     | 10D                 | 10D              | 1+10D               | 1+10D            |
| Регион с наложением, не требуется предупреждения  | 10D или 1+10D       | 1+10D            | 10D или 1+10D       | 1+10D            |

В большинстве регионов разрешён набор 10D или 1+10D даже если можно позвонить по короткому номеру 7D. Число цифр в номере не связано с тем, будет ли звонок местным или платным, если не требуется предупреждать абонента о платном звонке.
В большинстве регионов разрешён набор 1+10D для местных номеров, за исключением Техаса, Джорджии и ряда областей Канады, где законодательство требует, чтобы абонент точно знал, будет ли звонок местным или платным, так что местные номера набираются как 10D, а платные — как 1+10D.
Почти во всех случаях звонок с помощью оператора требует набора 0+10D.

## История
С целью упростить междугородные звонки, американская телефонная полумонополия AT&T создала и внедрила в 1947 году Североамериканский план нумерации. Первым присвоенным кодом стал код 201 для штата Нью-Джерси. Первое время новыми кодами пользовались лишь междугородные операторы; первый частный звонок с использованием зонового кода был совершён 10 ноября 1951 года из Энглвуда штата Нью-Джерси в Аламиду штата Калифорнии. Постепенно автоматическая междугородная связь распространилась на всю страну и к середине 1960-х годов стала привычным явлением в крупных городах.
Изначально существовало только 86 кодов, причём коды самых населённых регионов были подобраны так, чтобы сократить время набора на дисковом телефоне. Вот почему Нью-Йорку был назначен код 212, Лос-Анджелесу 213, Чикаго 312, Детройту 313, Филадельфии 215, а Сент-Луису — 314, в то время как четыре региона получили коды с максимальным числом в 21 импульс: Южная Дакота (605), Северная Каролина (704), Южная Каролина (803) и Приморские провинции Канады (902). Кроме того, по изначальному плану, цифра 0 в середине означала, что код охватывает весь штат/провинцию, а коды с цифрой 1 в середине назначались, если регион имел несколько зоновых кодов.
Сначала зоновые коды строились по формуле N-Y-X, где N — любая цифра от 2 до 9, Y — 0 или 1, а X — любая цифра от 1 до 9 (если Y = 0) или от 2 до 9 (если Y = 1). Ограничения на N оставляют цифру 0 для вызова оператора и 1 для выхода на межгород. Ограничения на вторую цифру (0 или 1) были нужны для того, чтобы телефонное оборудование могло отличить набор зонового кода от набора короткого семизначного номера (у которого по техническим причинам 0 и 1 не могли быть вторым знаком). Например, когда звонящий набирал номер 202-555-1212, первые три цифры (202) распознавались как зоновый код, и вызов направлялся в соответствии с этим. Если звонящий набирал 345-6789, цифра 4 распознавалась как часть семизначного внутризонового номера, и вызов сразу считался внутризоновым, ещё до окончания набора номера целиком.
С конца 1980-х по начало 1990-х NANPA стала рекомендовать, а затем и требовать для всех междугородных звонков набора цифры 1 в начале, чтобы можно было отличить их от местных звонков, и чтобы такие необходимые префиксы с 0 и 1 во второй цифре можно было выдать местным операторам. К этому же времени постепенно исчерпались зоновые коды, укладывающиеся в старую формулу, и регулятор начал выдавать новые коды вида N-1-0, например, 210 в районе Сан-Антонио и 410 в восточном Мэриленде. Если раньше для звонка из Сан-Хосе в Лос-Анджелес можно было набрать 213-555-1234, то после изменений нужно набирать 1-213-555-1234, что позволило использовать 213 в местных номерах в Сан-Хосе.

### Звонки в Мексику (до 1991)
До 1991 года можно было звонить в отдельные регионы Мексики из США и Канады с использованием кодов Североамериканского плана нумерации. Например, для вызова номера в северо-западной Мексике и в городе Мехико до 1991 действовали коды:
- 1 905 Nxx xxxx (Мехико)
- 1 706 Nxx xxxx (северо-западная Мексика) (до 1980 года действовал код 903 вместо 706)

С 1991 года мексиканское участие в NANP прекращено в пользу обычного международного формата, а позднее код 905 назначен области Большого Торонто в Канаде за пределами Торонто (в котором остался код 416), а код 706 был выдан северной Джорджии, району вокруг Атланты с кодом 404:
- +52 5 xxx xx xx (Мехико; теперь +52 55 xx xx xx xx (восьмизначные местные стационарные номера))
- +52 5 xxx xx xx (Мехико; теперь +52 1 55 xx xx xx xx (восьмизначные местные мобильные номера))
- +52 6 xxx xx xx (северо-западная Мексика; теперь +52 6xx xxx xx xx, проводные) (например, код Тихуаны — 664)
- +52 6 xxx xx xx (северо-западная Мексика; теперь +52 1 6xx xxx xx xx, мобильные)

### Новые коды за пределами США и Канады
До 1995 года все прочие страны NANP (кроме 50 штатов США и Канады), включая Пуэрто-Рико и Американские Виргинские острова, имели общий зоновый код 809, однако сейчас каждой из них выделены свои коды. Код 809 действует теперь лишь в Доминиканской Республике. В 1997 Американские Тихоокеанские территории Северных Марианских островов и Гуам стали частью NANP, как и Американское Самоа в октябре 2004. Голландское владение Синт-Мартен присоединилось к NANP с 30 сентября 2011 года.
Бермуды:
- До 1995: +1 809 29x xxxx
- После 1995: +1 441 xxx xxxx

Пуэрто-Рико:
- До 1996: +1 809 xxx xxxx
- 1996—2001: +1 787 xxx xxxx
- После 2001: +1 787 xxx xxxx или +1 939 xxx xxxx (наложение по всему острову)

Американские Виргинские острова:
- До 1997: +1 809 xxx xxxx
- После 1997: +1 340 xxx xxxx

Северные Марианские острова:
- До 1997: +670 xxx xxxx
- После 1997: +1 670 xxx xxxx

Гуам:
- До 1997: +671 xxx xxxx
- После 1997: +1 671 xxx xxxx

Американское Самоа:
- До 1 октября 2004: +684 xxx xxxx
- Со 2 октября 2004: +1 684 xxx xxxx

Синт-Мартен:
- До 30 сентября 2011: +599 5xx xxxx
- После 30 сентября 2011: +1 721 xxx xxxx

## Расширение зоновых кодов
Канада и США столкнулись с быстрым увеличением числа зоновых кодов, особенно в 1990-х и начале 2000-х годов. Одной из причин этого стала резко увеличившаяся потребность в телефонных услугах, таких как факсимильная, модемная и сотовая связь.
Другой, более важной причиной стало начавшееся в США в 1990-х дерегулирование отрасли связи. Федеральная комиссия по связи (FCC) начала допускать телекоммуникационные компании на рынки местной связи. Это потребовало выделения новым операторам номерной ёмкости, которая, в силу ограничений плана, могла быть выделена блоками не менее чем по 10 тысяч номеров.
Новые зоновые коды в основном вводились либо как «разделения» (когда зоновый код делился на две или более географических области, в одной из которых продолжал действовать старый код, а в других вводились новые коды), либо как «наложения», когда несколько кодов назначались одной и той же географической области. Встречались и более редкие варианты, наподобие «специализированного наложения», когда код выделялся в том же регионе, но предназначался для конкретных служб, например, мобильных телефонов или пейджеров (пожалуй, единственный пример — это код 917 в Нью-Йорке) и «концентрированных наложений», когда на части региона действовал один код, а на другой части действовало наложение кодов.
После того, как все соответствующие первоначальному плану коды были исчерпаны, NANPA была вынуждена в 1995 году ввести новые зоновые коды, в которых вторая цифра могла быть от 2 до 8 (цифра 9 была оставлена на крайний случай). Зоновые коды с совпадающими последними цифрами (как бесплатные 800, 888, 887 и 866, локальный 700, и премиум 900) были зарезервированы как «легко узнаваемые коды» и не выдавались географическим регионам (Лас-Вегас хотел получить в качестве второго кода «счастливые семёрки» 777, но вместо этого Неваде был выделен дополнительный код 775).

### Разделения и наложения кодов
К 1995 году многие города США и Канады имели более одного зонового кода — либо в виде разделения города на разные зоны, либо в виде наложения нескольких кодов на одной территории. Например, в Манхэттене междугородный код был 212, но также были введены два дополнительных кода: 917 (который сначала предназначался для сотовых телефонов и пейджеров), а позднее и 646. Это означало, что набирать зоновый код нужно было даже для местных звонков. В других регионах набор 10- или 11-значных номеров теперь требуется для всех местных звонков. Переход к 10-значному набору обычно начинается разрешительным порядком, когда допускаются звонки как по 7-, так и по 10-значным номерам. Через несколько месяцев вводится обязательный порядок, когда 7-значный набор больше не работает. Первым городом США с обязательной 10-значной нумерацией стала Атланта, в которой примерно в это время проходила Летняя Олимпиада 1996.

### Проблемы расширения
В зависимости от выбранного типа расширения различаются и побочные эффекты для абонентов. В регионах, где использовалось наложение кодов, удалось избежать смены телефонных номеров, так что телефонные справочники, бланки, визитки, реклама и сохранённые в телефонах номера не пришлось менять. Новые зоновые коды использовались лишь для новых номеров. Но пользователям пришлось перейти на обязательный набор длинных 10- или 11-значных номеров.
Разделение региона по кодам, наоборот, позволяло избежать обязательного набора зонового кода при местных звонках, но ценой этого была необходимость перевода части номеров в новый зоновый код. Вдобавок к необходимости обновления телефонов в записях и справочниках, для удобного перехода требовался «разрешительный» период, когда бы работали и старый, и новый коды разделяемой зоны. Нередко при разделении возникали и технические трудности, особенно когда границы раздела не совпадали с границами работы телефонных узлов.
Одним из самых сложных случаев оказалось разделение в 1998 году зон в городах-близнецах Миннеаполис—Сент-Пол. Существующий код 612 был разделён на 612 и 651 (который достался Сент-Полу и восточной области). Защищающая права потребителей комиссия Minnesota Public Utilities Commission постановила, что разделение должно пройти точно по границе городов (которая отличалась от границ телефонных узлов) и все абоненты должны сохранить свои семизначные номера. Эти условия противоречили основной идее разделения (потребности в новых телефонных номерах), а более 40 телефонных узлов попали в границы обоих городов. Это привело к дублированию части префиксов, что уменьшило выгоду от разделения, так как лишь 200 из 700 префиксов полностью перешли в зону 651. В итоге менее чем за 2 года код 612 снова был исчерпан и подвергся в 2000 году очередному разделению на три части — с добавлением кодов 763 и 952. И опять разделение прошло по политическим границам, из-за чего часть префиксов опять оказалась разделена между зонами. В ряде случаев номера, должные перейти в код 651, менее чем через два года перешли в новый код 763.

### Замедление роста
Осознав, что основной причиной размножения зоновых кодов стал указ о дерегулировании рынка и необходимость каждый раз выделять блоки по 10 тысяч номеров, FCC поручила NANPA изыскать возможность уменьшения дефицита номерной ёмкости. В результате в 2001 году была запущена программа совместного использования пулов номеров (англ. number pooling), позволявшая выделять компаниям блоки по 1000 номеров вместо 10 тысяч. Так как эта задача оказалась довольно сложной технически, её стали реализовывать совместно с другой важной задачей — локальной переносимостью номеров. С тех пор программа была запущена в большинстве районов США и при агрессивном задействовании уже выданных, но не используемых блоков номеров позволила так сократить дефицит номеров, что даже уже запланированный ввод многих новых кодов был отменён.

## Сотовые телефоны и план нумерации
Разница между системой NANP и другими планами нумерации состоит ещё и в том, что, за исключением кода 600 в Канаде, отдельных негеографических зоновых кодов для сотовой связи в ней нет. Это означает, что сотовые телефоны имеют те же местные коды, что и проводные телефоны, и звонки на них тарифицируются так же. Соответственно, распространённая в других странах модель «платит звонящий», когда вызовы на сотовые телефоны стоят дороже, но бесплатны для вызываемого абонента, здесь неприменима. В Северной Америке сотовые абоненты обычно платят за входящие звонки. Раньше это отбивало у абонентов желание давать кому-либо свой номер, да и вообще пользоваться мобильным телефоном. Однако операторы сильно снизили цену минуты разговора из-за конкуренции, а большинство абонентов пользуется тарифами с большими пакетами оплаченных минут.
Многие исследователи считают модель «платит абонент» главной причиной довольно низкого уровня проникновения сотовой связи в США, по сравнению с Европой. При такой модели за удобство мобильности расплачивается абонент. Удобство же модели «платит звонящий» состоит ещё и в невыгодности и относительной редкости надоедливых звонков и телемаркетинга. Однако же общая нумерация делает возможной переносимость номеров между проводными и мобильными телефонами одного региона. Так что абонент может перейти с проводного телефона на мобильный без изменения номера.
Изначальный план наложений кодов предполагал выделение отдельных кодов для мобильных телефонов, факсов, пейджеров и прочего, хотя они всё равно были бы привязаны к конкретному географическому региону и оплачивались бы по прежним тарифам. Новый код Нью-Йорка 917 предназначался именно для этой цели. Однако Федеральный суд США запретил ограничивать использование зонового кода определёнными видами услуг. Так как мобильная телефония развивается быстрее проводной, новые коды обычно содержат непропорционально большую долю мобильных телефонов, хотя переносимость номеров может сглаживать картину.

## Стоимость звонков
Несмотря на одинаковые правила набора, звонки между странами и территориями Североамериканского плана нумерации не обязательно оплачиваются как внутренние. Звонки между США и Канадой считаются международными, хотя обычно стоят гораздо дешевле, чем звонки в другие страны. Звонки по другим направлениям NANP могут быть дорогими. Например, звонок из США на Бермуды может стоить дороже, чем звонок из Великобритании в Японию, хотя номер похож на национальный. Аналогично, звонки с Бермуд на номера США (даже на бесплатные номера 1-800) включают высокую международную плату. Некоторые островные государства субсидируют местную телефонную связь за счёт высоких международных тарифов.
По этой причине получили распространение различные мошенничества. Например, абонентам из США и Канады предлагалось звонить на дорогие номера в Доминиканской Республике (код 809) с заверениями, что это обычный местный или даже бесплатный номер (в США существует несколько кодов для бесплатных номеров — 800, 888, 844, 855, 866, 877).

## Особые номера и коды
Перечень особых номеров в Североамериканской системе:
- 0 — помощь оператора
- 00 — междугородные звонки через оператора
- 011 — международный код доступа (на все направления вне NANP)
- 01 — международный код доступа для звонков через оператора (на все направления вне NANP)
- 10X XXXX — выбор альтернативного междугородного оператора

- 830 или 958 или 9580 или 998 — автоматическое информирование о номере телефона (в ряде регионов)
- (Зоновый код) + 555-1212 — телефонная справочная служба другого региона

### Номера N11
Трёхзначные номера N11 предназначены для простого и быстрого доступа к важным службам. В США формально этими номерами управляет FCC, но на деле назначение некоторых номеров может различаться в разных штатах по историческим причинам.
- 211 — Общественная информация или социальная служба (в некоторых городах)
- 311 — Городская администрация или полиция по неэкстренным вопросам — жалобы на шум, подозрительных людей, неработающие светофоры и паркоматы и т. д. (в некоторых городах)
- 411 — Местная телефонная справочная служба
- 511 — Сведения о транспорте и дорожной ситуации (США), погода и сведения для путешественника (Канада).
- 611 — Телефонное бюро ремонта. Также используется мобильными операторами для доступа к абонентской службе.
- 711 — Служба трансляции для абонентов с трудностями слуха и речи
- 811 — «Безопасность раскопок» — линия безопасности подземных труб в США, служба неэкстренной телемедицины в Канаде. Раньше был номером бизнес-офиса телефонной компании, создан в основном для того, чтобы предотвратить повреждения телефонного кабеля при земляных работах.
- 911 — Служба спасения (пожарные, скорая помощь, полиция и т. д.)

### Вертикальные коды
Существуют так называемые вертикальные служебные коды для управления вызовами.
- *51 и 1151 — Список пропущенных звонков, полезен тем, у кого нет услуги Caller ID.
- *57 и 1157 — Используется для отслеживания надоедливых, угрожающих, нецензурных и прочих звонков. Результат отслеживания сохраняется у телефонной компании.
- *66 и 1166 — Автодозвон до последнего набранного номера (как только он освободится)
- *67 и 1167 — Запрет определения номера
- *69 и 1169 — Автодозвон до последнего вызывавшего номера (как только он освободится)
- *70 и 1170 — Отмена удержания вызова
- *71 и 1171 — Трёхсторонний звонок
- *74 и 1174 — Быстрый набор, позволяющий быстро вызывать один из 8 запрограммированных номеров. *75 позволяет хранить до 30 номеров быстрого вызова.
- *82 и 1182 Отмена запрета определения номера
- *86 и 1186 Отмена автодозвона *66
- *89 и 1189 Отмена автодозвона *69

Четырёхзначные номера работают не во всех регионах. Коды, начинающиеся со звёздочки (*), предназначены для телефонов с тоновым набором, а четырёхзначные номера — для старых телефонов с импульсным номеронабирателем.

### Различия по странам
Не во всех странах NANP действуют одинаковые коды. Например, телефон экстренной службы не везде 911: Тринидад и Тобаго и Доминика используют номер 999, как в Великобритании. На Барбадосе 211 — полиция, 311 — пожарные и 511 — скорая помощь, а на Ямайке 114 — справочная, 119 — полиция, а 110 — пожарные и скорая помощь.

## Список стран и территорий NANPA
| - Антигуа и Барбуда - Багамские Острова - Барбадос - Гренада - Доминика - Доминиканская Республика - Канада - Сент-Винсент и Гренадины - Сент-Китс и Невис - Сент-Люсия - Синт-Мартен (c 30.09.2011) - Тринидад и Тобаго - Ямайка | - Следующие из Британских заморских территорий: - Ангилья - Бермуды - Виргинские Острова (Великобритания) - Острова Кайман - Монтсеррат - Теркс и Кайкос - США, включая: - Гуам - Северные Марианские Острова - Пуэрто-Рико - Виргинские Острова (США) - Американское Самоа |